# Renault Clio
Clio é um automóvel supermini francês fabricado pela montadora Renault. A versão da América-latina é fabricada na Argentina em Santa Isabel (Córdoba) e no Brasil em São José dos Pinhais (PR) até 2016. Na Europa, foi lançado em 1990 e atualmente está em sua quinta geração. No Japão, o Clio foi conhecido como Lutecia porque a Honda usou o nome Clio para denominar o Honda Logo no Japão.
O Renault Clio desembarcou no Brasil com equipamentos de série que eram opcionais em outros veículos da categoria. Foi o primeiro carro da categoria popular a possuir airbag duplo de série em todas as versões, freio a disco ventilado, suspensão com sub-chassi e batente hidráulico. No entanto, com o passar dos anos foi perdendo equipamentos e acabou rebaixado de categoria com o lançamento do Renault Sandero (no Brasil, Dacia Sandero na Europa), tornando-se o carro de entrada da Renault no Brasil. No Brasil já foi comercializado com motores de 1.0 e 1.6, de 8 e 16 válvulas. Em suas últimas versões era vendido somente na motorização 1.0 16V.
Em Portugal é vendido com o motor 0.9 TCe, 1.2  TCe, 1.5 DCI a diesel e 1.6 Turbo.
Em Portugal o seu modelo mais vendido é o Clio Comercial (versão de trabalho), tendo ganho bastante notoriedade junto das empresas portuguesas por se tratar de um carro fiável e de baixo custo aquisição e manutenção. O Clio tem para-lamas frontais em polímero plástico (Noryl Gtx), design apelativo e uma mecânica bastante resistente. Em finais de 2005 foi lançado o Clio III e que tem o seu expoente máximo no Clio F1 Team - um carro que homenageia a equipa de Fórmula 1 da Renault e que tem 197 cavalos de potência.
Foi eleito a 3ª melhor compra de 2007 pela revista Quatro Rodas, atrás de Honda Fit e Honda Civic, e à frente do Toyota Corolla. No Brasil foi reestilizado em 2013, ficando mais parecido esteticamente com sua contraparte europeia, que já está na quarta geração. O carro brasileiro, no entanto, ainda era baseado na segunda geração. O motor 1.6 foi descontinuado e o carro foi lançado inicialmente sem airbag e freios ABS, o que deveria mudar a partir de 2014, quando os dois itens de segurança se tornarão obrigatórios nos carros nacionais. Em 2009 o Renault Clio Sedan foi substituído pelo Renault Symbol.
Em 2017 o Renault Clio deixou de ser produzido no Brasil, sendo sucedido pelo Renault Kwid como modelo de entrada da montadora.

## Dados técnicos gerais
| Coeficiênte aerodinâmico | 0.33                |
| Injeção                  | Multiponto          |
| Tamanho do tanque        | 45/50 litros        |
| Motorização              | 8 e 16 válvulas     |
| Segurança                | 5 Estrelas EuroNCap |

Na Europa a versão mais potente tem 1.6 Turbo.

## No Brasil

### Carrocerias

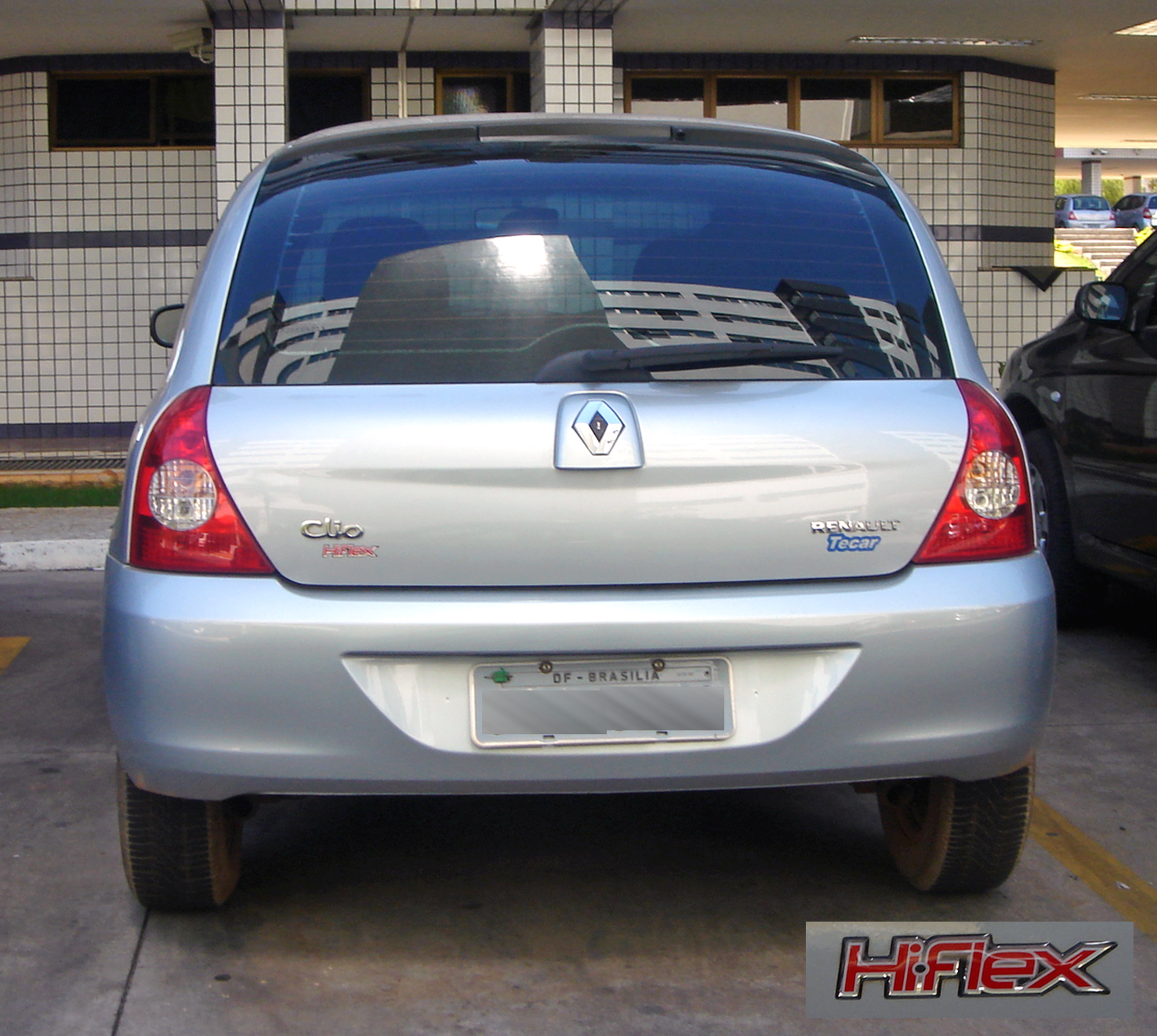
O Renault Clio Hi-Flex 1.6 opera
com qualquer mistura de álcool e gasolina

- Clio Hatch (3 ou 5 portas)
- Clio Sedan (5 portas)

### Modelos
- RN, RL e RT (1996 a 2003)

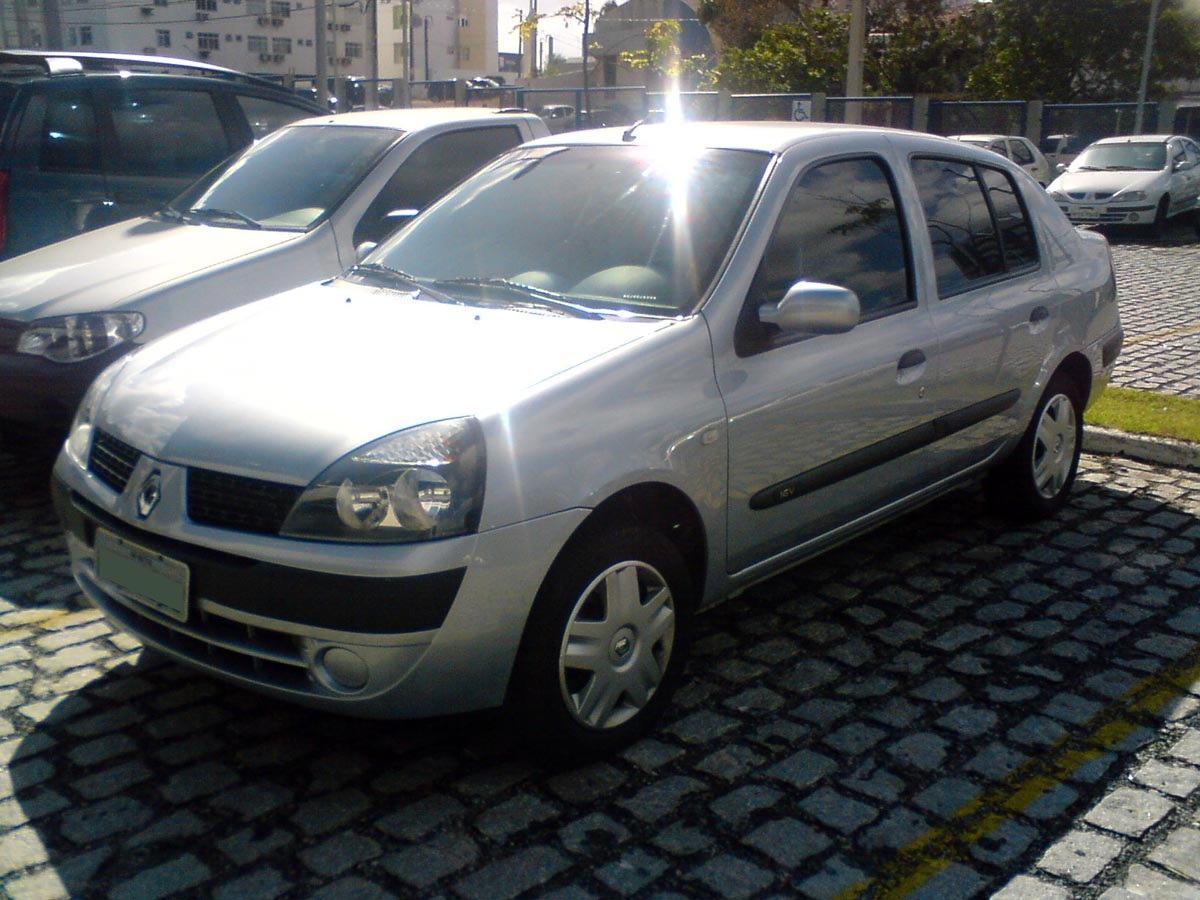
Renault Clio Sedan 2006

- Authentique, Dynamique, Expression, Egeus, Privilége e Privilége Alizé (2003 a 2009)
- Campus (Série especial, 2009 a 2012)
- Yahoo (Série especial)
- Authentique e Expression (2013 a 2016)

### Motorização
| CILINDRADAS          | CÓDIGO MOTOR | TIPO        | POTÊNCIA             | VEL. MÁXIMA | 0–100 km/h | DISPONIBILIDADE |
| -------------------- | ------------ | ----------- | -------------------- | ----------- | ---------- | --------------- |
| 1.0 (999 cc)         | D7D          | 8 válvulas  | 58 cv a 5400 rpm     | 158 km/h    | 18,3 s     | 1996-2004       |
| 1.0 (999 cc)         | D4D          | 16 válvulas | 74 cv a 6000 rpm     | 167 km/h    | 17,2 s     | 2000-2008       |
| 1.0 (999cc) (HiFlex) | D4D-HIFLEX   | 16 válvulas | 77 cv a 6000 rpm Alc | 175 km/h    | 15,8 s     | 2006-2012       |
| 1.6 (1598cc)         | K7M          | 8 válvulas  | 88 cv a 5000 rpm     | 179,9 km/h  | 14,3 s     | 1996-1999       |
| 1.6 (1598 cc)        | K4M          | 16 válvulas | 112 cv a 5350 rpm    | 192 km/h    | 9,2 s      | 2001-2005       |
| 1.6 (1598 cc)        | K4M-HIFLEX   | 16 válvulas | 115 cv a 5350 rpm    | 198 km/h    | 9,2 s      | 2005-2009       |
| 1.0 (999 cc) HiPower | D4D-HIPOWER  | 16 válvulas | 80 cv a 6000 rpm     | 178 km/h    | 14,2 s     | 2012-2016       |

### Suspensão
- Traseira: Barra estabilizadora com rodas semi-independentes, molas helicoidais e batentes hidráulicos.
- Dianteira: Molas helicoidais e batentes hidráulicos. A Renault resolveu economizar e retirou as barras estabilizadoras. Com isso deixou o carro macio, porém perigoso.

## Evolução dos modelos
Foi lançado em finais do ano de 1990 em Portugal. A produção do primeiro Clio findou no ano de 1998 dando lugar a um novo clio mais redondo e versátil. Em 2001 foi reformulado o Clio dando lugar a um Clio com volante diferente. Frente e retaguarda mais sofisticadas e luzes da retaguarda diferente. A produção do Clio 2 terminou em finais de 2006 dando lugar a um Clio maior e mais bonito. Em 2007, a Renault lançou um modelo idêntico ao segundo Clio, chamado Storia. Um carro muito bonito e moderno; A produção deste terminou em 2013.  Em 2010, o Clio, sofreu uma remodelação significativa que durou ate 2012. Em 2012 aparece um novo Clio que se mantém até 2019 quando reformulado.

## Desempenho emcrash tests
O Clio Mio recebeu da Latin NCAP 0 estrelas das 5 possíveis, na proteção de adulto, e 1 estrela de proteção infantil em 2013.

## Galeria
- Primeira geração (1990-98)
- Segunda geração (1998-2006) (1998 - 2016) Brasil
- Terceira geração (2005-12)
- Quarta geração (2012-19)
- Quinta geração (2019-presente)